# Bronson (Iowa)
Bronson és una població dels Estats Units a l'estat d'Iowa. Segons el cens del 2000 tenia 269 habitants.

## Demografia
Segons el cens del 2000, Bronson tenia 269 habitants, 100 habitatges, i 74 famílies. La densitat de població era de 314,7 habitants per km².
Dels 100 habitatges en un 42% hi vivien nens de menys de 18 anys, en un 59% hi vivien parelles casades, en un 10% dones solteres, i en un 26% no eren unitats familiars. En el 19% dels habitatges hi vivien persones soles el 8% de les quals corresponia a persones de 65 anys o més que vivien soles. El nombre mitjà de persones vivint en cada habitatge era de 2,69 i el nombre mitjà de persones que vivien en cada família era de 3,08.
Per edats la població es repartia de la següent manera: un 30,9% tenia menys de 18 anys, un 6,3% entre 18 i 24, un 36,8% entre 25 i 44, un 18,6% de 45 a 60 i un 7,4% 65 anys o més.
L'edat mediana era de 33 anys. Per cada 100 dones de 18 o més anys hi havia 102,2 homes.
La renda mediana per habitatge era de 52.727 $ i la renda mediana per família de 53.409 $. Els homes tenien una renda mediana de 32.386 $ mentre que les dones 22.031 $. La renda per capita de la població era de 19.086 $. Cap de les famílies i el 0,4% de la població estaven per davall del llindar de pobresa.

## Poblacions més properes
El següent diagrama mostra les poblacions més properes.